# Zemplínske Hradište
Zemplínske Hradište (in ungherese Hardicsa) è un comune della Slovacchia facente parte del distretto di Trebišov, nella regione di Košice.